# Каталонська література

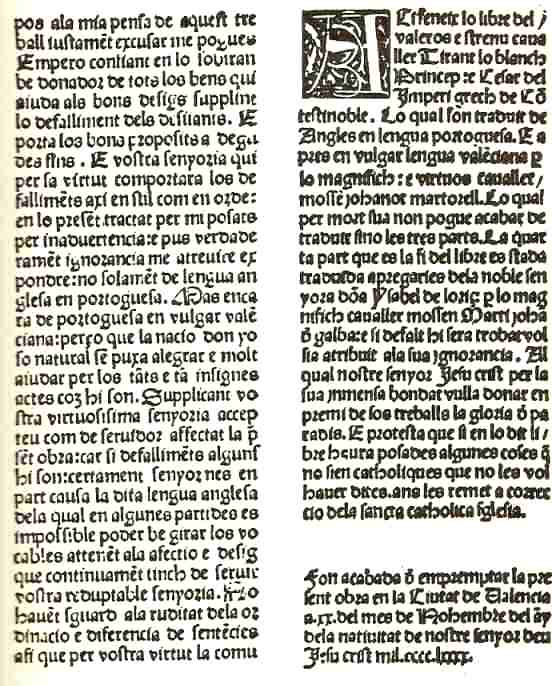
Сторінка книги «Тірант Білий» Жуаното Мартуреля, видатна пам'ятка каталонської літератури середньовіччя. Видана в 1490 році.

Каталонська література — література, створена каталонською мовою, літературна традиція якої бере початок в епоху Середньовіччя. Поняття «каталонська література» охоплює літературні твори, написані каталанською на теренах так званих каталанських країн. Після окситанської каталанська мова була другою літературною мовою в романському світі. Засновником каталонської літератури вважають Раймунда Луллія. Після періоду багатої та самобутньої літератури середньовіччя каталонська література внаслідок низки політичних причин зазнала занепаду. Відродження почалося лише в другій половині XIX століття. З ростом культурної самосвідомості в Каталонії у другій половині XX століття зазнала розквіту й каталонська література. Свідченням її престижу в сучасній Європі може бути той факт, що в 2007 році Каталонія була почесним гостем на найбільшому в світі книжковому ярмарку у Франкфурті-на-Майні.

## Історія

### Середньовіччя

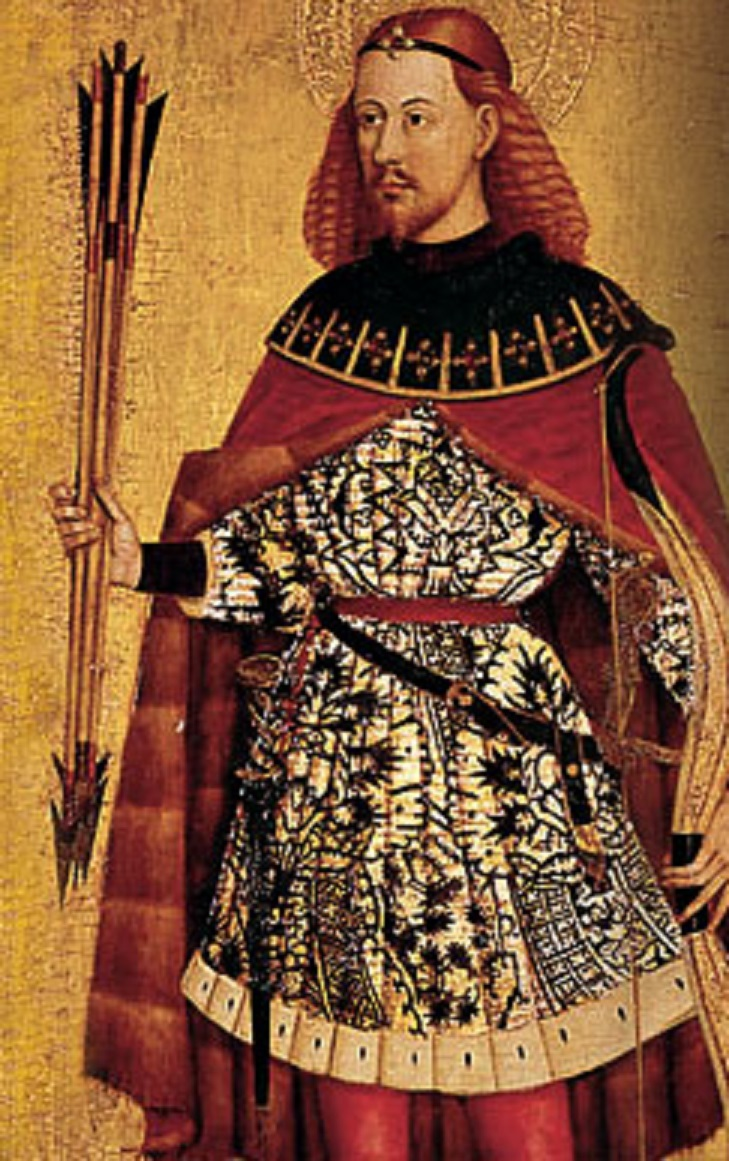
Аузіас Марк

Першим свідченням використання народної мови в літературі стали «Проповіді Органуя», що датуються кінцем XI — початком XII століття.
Найвидатнішими каталонськими письменниками Середньовіччя були Раймунд Луллій та Аузіас Марк.
Вершиною каталонської літератури середньовіччя стала книга «Тірант Білий» Жуанота Мартуреля, видана в 1490 році. Про значення самої книги свідчить сцена з «Дон Кіхота», в якій книга «Тірант Білий» стала однією з небагатьох видань, врятованих перукарем і священиком від спалення, під час чергової спроби «вилікувати» божевілля Дон Кіхота.
Елементи сатири й своєрідної демократичності поєднують «Тіранта Білого» й бурлескну книгу письменника з Майорки Ансельма Турмеди «Суперечка з ослом» (1417, вид. 1544). Ця книга згодом була заборонена інквізицією за антиклерикальні мотиви. Сатиричний роман у віршах про моральний клімат епохи «Книга про жінок» (бл. 1460, вид. 1531) письменника Жоана Роя (Joan Roig, нар. 1478) є передвісником крутійського роману.
Починаючи з XVI століття і до 1833 року каталонська мова як мова літератури вступає в тривалий період стагнації й занепаду. Наразі відбувається переоцінка творів письменників і поетів епохи ренесансу, бароко й неокласицизму.

### Період занепаду
У XV столітті, в результаті безперервних економічних політичних конфліктів, Кастилія посадила на трон Арагона нову династію (Трастамара), з молодої гілки правлячої кастильской родини. Королем було обрано Фернандо де Антекера (1410-1416), а мовою двору стала іспанська. У 1479 році було укладено династичний союз між Арагоном і Кастилією. Фердинанд успадковував корону Арагона. Відтоді Іспанія стала єдиною державою, і хоча це не змінило розподіл політичних сил, наслідки цієї події мали негативний вплив для розвитку Каталонії:
- Втрата влади автократичними класами і політичне підпорядкування Короні поставило під удар каталонську мову як мову культури.

- Протягом XVI і XVII століть Іспанія стає світовою державою.

- Золота доба іспанської літератури вплинула на більшість каталонських письменників, які починають писати кастильскою мовою. Поширюється думка, що каталонська мова, мовляв, не підходить ні для літератури, ні для культури загалом.

#### Ренесанс
XV сторіччя відкривало в Каталонії епоху Відродження. Нові каталонські університети в Барселоні (1430 р.) і Жироні (1436 р.) стають центрами для вчених-гуманістів, починається вивчення античності, формування нової, ренесансної культури. З'являються численні переклади латинських авторів на каталонську мову (Цицерона, Тита Лівія та ін.), потім перекладають з каталонської на іспано-кастильску.
Великий вплив на ці процеси мали контакти з ренесансною Італією, що посилилися після завоювання Арагоном Неаполя. Каталонські гуманісти познайомилися з досягненнями італійської ренесансної літератури; з'явилися перші переклади на каталонською «Божественної Комедії» Данте, філологічних праць і «Декамерона» Боккаччо, творів Петрарки.

##### Проза

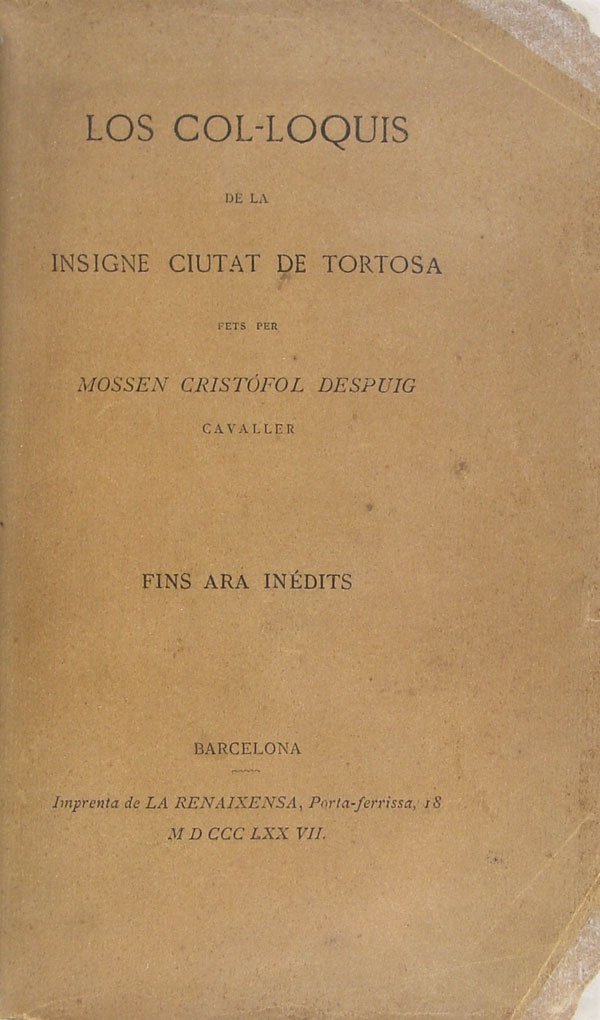
«Діалоги великих міста Тортоса» (Los col*loquis de la insigne ciutat de Tortosa) (1557). Видання 1877 року.

Найважливішим прозовим твором цього періоду стала книга «Діалоги великих міста Тортоса» (Los col*loquis de la insigne ciutat de Tortosa) (1557) Христофора Діспуї. Частково через використання діалогів, форма яких підкреслює приналежність творів до класичної літератури, частково через критичний дух його автора ця книга особливо вирізняється серед прози XVI століття й може бути поставлена нарівні з творчістю Еразма Роттердамського.
В жанрі історичної прози особливо цікавими були хроніки Пере Мікеля Карбонеля, Пере Антонія Беутера та Хуана Бінімеліса, а також алегоричний роман «Дзеркало релігійного життя» (L'espill de la vida religiosa), невідомого автора, виданий в 1515 році, що його приписують Мікеле Комалада.
В історичних творах Фернана Переса де Гусмана (1376-1460) - поемі «Вихваляння славних мужів Іспанії» і прозовому праці «Море історій» (1450, вид. 1512) посилюється в порівнянні з попередніми історичними творами тенденція до художнього осмислення історії, з'являється турбота про артистичність форми, тобто історіографія осмислюється як своєрідна гілка художньої літератури. Це особливо характерно для третьої частини книги «Море історій», яка не раз виходила окремим виданням під назвою «Покоління й життєписи». Тут містяться 36 портретів сучасників автора: королів Кастилії - Енріке III і Хуана II, державних діячів, письменників - Вільєни, Сантільяни та ін. На відміну від середньовічних хроністів, що зображали історичних осіб як ідеальне втілення рис лицаря або короля, Перес де Гусман хоче розкрити своєрідність характеру своїх персонажів, що нагадує жанр літературного портрета епохи Відродження.
З ренесансним потягом до пізнання навколишнього світу, до розширення розумових горизонтів пов'язана також поява описів заморських подорожей: книга «Історія великого Тамерлана» (вид. 1582) Руй Гонсалеса де Клавіхо (пом. 1412) і «Мандри та подорожі Педро Тафура в різних частинах світу » (середина XV ст.).
Нові тенденції виявляються й у власне художній прозі. Так, близько 1435 р. Хуан Родрігес де ла Камара, відомий також за місцем народження як Родрігес дель Падрон (пом. бл. 1450), створив роман «Вільний раб кохання», в якому крізь куртуазні схеми любові проривається людське почуття та поетичне відчуття природи. Особливо примітна в книзі тенденція до психологізму, що взагалі характерна для літератури цієї перехідної доби.
Досягненням на цьому шляху була також книга Альфонсо Мартінеса де Толедо (1398-1470) «Бич, або Засудження мирської любові» (написана в середині XV ст., вид. 1548), найбільший сатиричний твір в іспанській прозі XV століття. Книга - відгук на сатиру Боккаччо «Корбаччо», але іспанський автор у своїй оцінці дійсності стоїть ближче до «Декамерону». Однак дидактичний момент тут відступає на задній поан перед картиною дійсності, що приваблює художника сама по собі.

##### Поезія
Під впливом поезії Петрарки в Каталонії складається «італійська» школа поетів, найбільший представник якої - Аузіас Марк (бл. 1397 - до 1459). У творах Аузіаса Марка виявляється поступове вивільнення з-під провансальського впливу й творче засвоєння досвіду італійської гуманістичної поезії. Згодом каталонська школа петраркістів сприяла рішучій поетичній реформі кастильскої лірики на початку XVI століття. Одним з її ініціаторів став Хуан Боскан, каталонець за походженням, який з гордістю називав себе учнем Аузіаса Марка. Поезія Марка мала великий вплив і на найбільшого поета «італійської» школи в Іспанії XVI століття Гарсіласо де ла Вегу, найближчого друга Боскана.
Одним з найкращих поетів середньовічної Каталонії був Пере Серафим, який поєднував ідеалізм закоханого Петрарки та мотиви творчості Аузіаса Марка з тлумаченням приказок і народних пісень. Інші поети, такі як Андре Марті Пінеда та Валері Фустер, наполягали на оригінальних костумбристських валенсійських моделях кінця XV століття.
Каталанців Хуана Тімонеду або Жуана Пужоля вважаються літературними основоположниками періоду контрреформації.

#### Бароко
Цей період забарвлений впливом іспанського бароко, представленого такими авторами як Гарсіласо де ла Вега, Луїс де Гонгора, Франсіско де Кеведо, Педро Кальдерон де ла Барка, Бальтасар Грасіан та інші, що почали писати одночасно і в єдиному стилі, при цьому не перетинаючись між собою.
Вирішальну роль у розвитку каталонського бароко відіграла творчість такого поета і комедіографа як Франсеск Вісент Гарсія і Торрес, який створив цілий літературний напрям, що проіснував на другому плані каталонської літератури аж до XIX століття.
Франсеск Фонтанелья та Жузеп Ромагера також зробили свій внесок в літературу бароко. Кульмінаційним моментом течії можна вважати Сегадорске повстання, під час якого актуальними стали спроби відродити літературу каталонською мовою, які провалилися разом з поразкою каталонських військ. Особливе значення мали для цього періоду поетичні й драматичні праць Франциска Фонтанелья. З середини XVII століття значними постатями каталонського бароко були Пере Жасін Мурло та Жузеп Бланк. Жузеп Ромагера між XVII і XVIII століттями надавав їм посильну спонсорську допомогу. З письменників першої половини XVIII століття можна виділити Агустіна Еуру Жуана Бушадорса, Гільєма Року і Сегі та Франсеска Тажеля .

#### Просвітництво
З кінця XVIII століття критична філософія, лінгвістична та історична освіта зазнали деяких змін, оновилося саме поняття культури. З'явився на світ новий тип мислення, який виходив з того, що робота повинна приносити користь суспільству. Ця епоха поклала початок науковим розробкам і презирству до чуттєвої лірики. Максимальне поширення отримували тексти морального змісту або з педагогічної тематики.
В Каталонії ця тенденція була представлена блискучою групою продовжувачів методологічної тематики валенсійця Хасінто Сегура, який працював під керівництвом єпископа Ассенсіо Салеса.
Слід відзначити особливу роль роману жителя Аліканте П. Монтегона, Еусебіо. В цей же час сформувалася група перекладачів і письменників, в яку входили Франциск Мулет, Антоніо Фебрер, а також Хуан Раміс, відомий своєю постановкою «Лукреції».
Загалом каталонська література в цей період самостійно не існує. Тож каталонські письменники того часу є радше групою найкваліфікованіших представників епохи в галузі гуманітарних наук. Сферою їхньої діяльності стала робота з неопублікованими текстами, більшість з яких були написані непрофесіоналами (зібрання листів, приватні розповіді та прибутково-видаткові книги, які відображають менталітет епохи). Зразком стали нотатки Calaix de sastre Барона Малдà пов'язані з просвітницькою традицією костумбристської літератури, яка досягла розквіту за часів романтизму.
Літературі XVIII століття притаманні різні стилі спонтанної народної поезії, існує багато свідчень того, що народна поезія за формою і змістом не поступалася літературній традиції і в певному сенсі навіть перевищувала її, але така народна література лише ставила знак рівності між поняттями «природи» і «свободи». Хоча насамперед вона була частиною народної мови.
На початку XIX століття, завдяки графу Д'Аймансу та анонімному авторові «Храму Слави», у творах епохи Просвітництва з'являються зразки вставних новел, написаних в дусі романтизму.

#### Романтизм
Перші романтичні твори каталонської традиції були написані, переважно, іспанською мовою.
Між 1844 і 1870, консервативний, дещо оновлений романтизм народних і літературних творів, монополізував навіть літери каталонської мови. Письменники, на кшталт Віктора Балагера, наполягали на літературі, яка була б також і інструментом прогресу.

### Модерна література

#### Renaixença (Відродження)

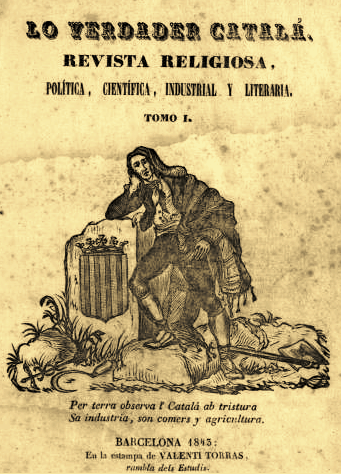
«Lo Vertader Català», перший журнал каталонською мовою, 1843.

Renaixença - ім'я масового руху за реставрацію мови, літератури й каталонської культури, яка почалася в Каталонії в першій половині XIX століття. Процес частково збігся з повторним розквітом Романтизму в Європі. І хоча кожна літературна традиція розвивалася по-своєму, траплялася й взаємодія у використанні мови і політичних ідеалів.
Зазвичай період Каталонського Відродження відносять до відрізку часу між появою в 1833 році в газеті «Пар» «Батьківщини» Бонавентура Карлоса Арібау і представленої на Квіткових іграх 1877 «Атлантиди» («L 'Atlantida ») Жасинта Вердаґера.
1835 року був відреставрований Барселонський університет, а в 1839 році надрукована перша книга поезії каталонською («Llàgrimes viudesa») Мікеля Антона Марті. У журналах і газетах Барселони з'являлися статті каталонською, хоча перший журнал, повністю виданий каталонською мовою («Lo Vertader Català») з'явився лише в 1843 році.
Через використання каталонської мови в побуті, починається швидкий розвиток каталонської літератури. Серед його найвидатніших представників слід назвати Маріана Агіло, Хуана Кортадо, Мануеля Міла-і-Фонтанальса, Пау Піферрера і Хуакіна Рубіо-і-Орса.

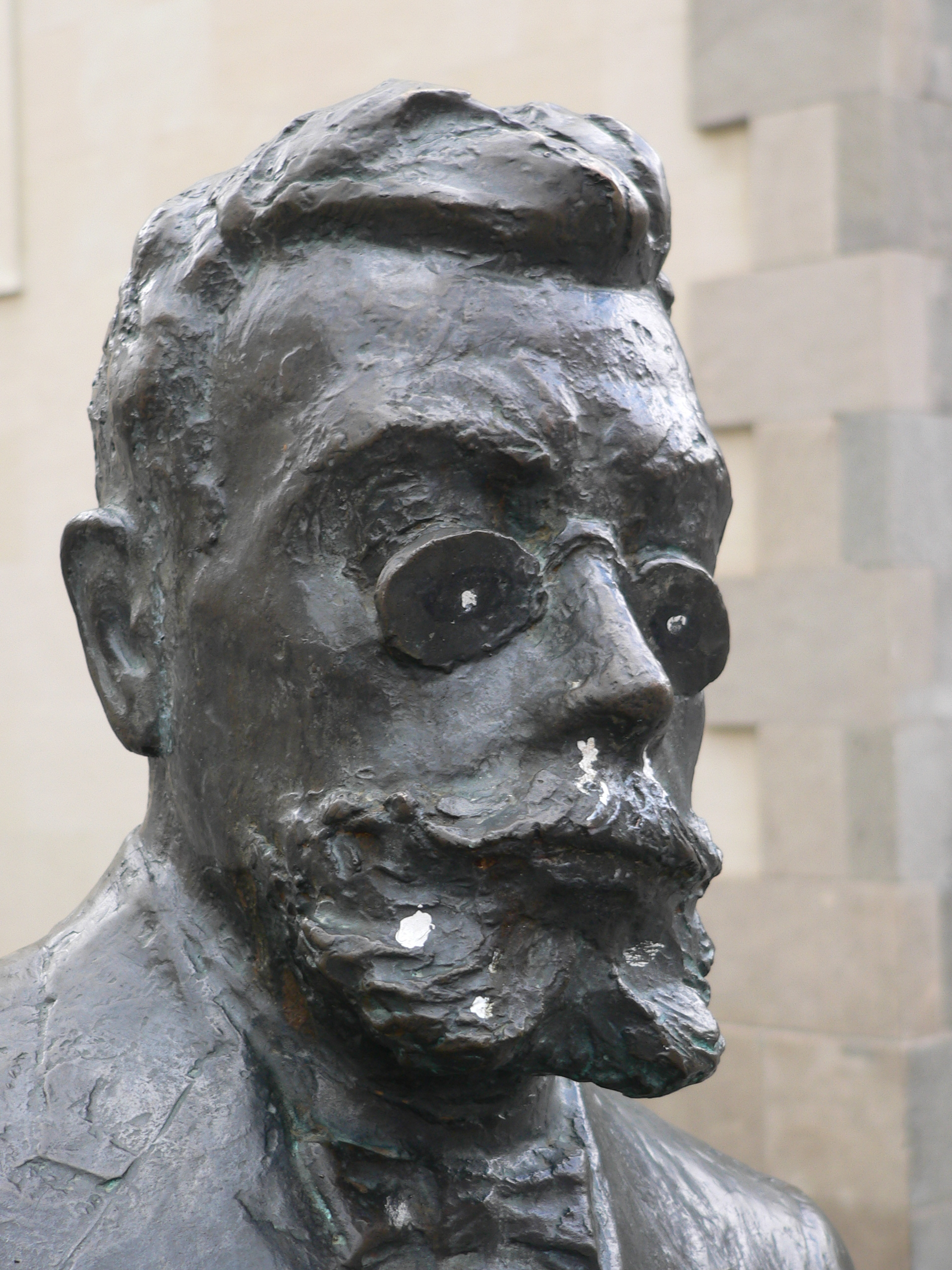
Анжель Ґімера

У другій половині XIX століття триває розвиток таких державних установ як Королівська Академія Художньої Літератури в Барселоні, університет Барселони і деяких філій церкви (представленої в особі Хауме Кольель-і-Бансельса і Жозеп Торрас -і-Бажеса).
Завдяки особливій увазі до мови почався розвиток граматик і словників, як базових елементів культури. Були розроблені політичні міфи про Жауме I та Феліпе V, а також літературні реалії (трубадури). Ці проекти вплинули на спроби «каталонізувати» такі гуманітарні галузі знань як філософія, наука, мистецтво і право, сприяли розвитку каталонської лірики.
У 1859 році були засновані Квіткові Ігри, найбільший проект з поширення каталонської мови в масах. З естетичного та ідеологічного погляду, вони служать консервативним цілям, але їхній суспільний резонанс сприяв поширенню каталонської культури серед мас. Квіткові ігри швидко здобули популярність, і хоча зародилися вони в Барселоні, їх також проводять в інших містах, оскільки вони взяли на себе роль верховного органу всього руху за відродження. Ігри сприяли появі значної кількості нових авторів, що часто займалися майже виключно поезією, серед них вирізняються Антоні де Бофаруль та Віктор Балаґер.
Рух відродження майже не заторкнув народної літератури, яка розвивалася каталонською мовою майже без перерв увесь період Занепаду.
1862 року було вручено першу із заснованих премій за найкращий прозовий твір у конкурсній програмі Квіткових Ігор, її отримав роман «Л'орфенета де Менаргес» Антоні де Бофаруля. Театр не був частиною Ігор до 1865 року, коли з прем'єрою першої драми каталонською мовою («Tal faràs, tal trobaràs») виступив Відаль-і-Валенсіано. Каталонська поезія, навпаки, видавалася каталонською з 1839 року, але весь процес її розвитку був увінчаний епічною поемою «Атлантида» Жасинта Вердагера, опублікованою в 1878 році. Серед авторів, які стали класиками століття, слід згадати поета і драматурга Àнжеля Ґімерà, поетів Теодора Льоренте та Мануеля Понс-і-Галларза , романіста Нарсіс Ольєра.

#### XX і XXI століття
Наприкінці XIX століття в Каталонії формується модерністська течія, представлена такими авторами як Жоан Мараґаль, Жоакім Руїра, Мікель Коста-і-Льєбера або Віктор Катала. Протягом XX століття каталонська мова перетворюється на повноцінну літературну, незважаючи на ворожий вплив диктатур Прімо де Рівера та Франко.
Такі автори як Жозеп Карне, Жоан Сальват-Папассейт, Карлес Ріба, Жосеп Вісенс Фойш-і-Мас, Сальвадор Еспріу, Пере Кварт, Жозеп Марія де Сагарра, Жозеп Пла, Жоан-Даніель Безсонов, Мерсе Родореда, Віктор Катала, Лоренс Вілалонга, Пере Кальдерс, Габріель Ферратер, Мануель де Педроло, Жоан Бросса, Жезус Монкада, Кім Монзо, Мікель Марті-і-Пол або Мікель де Палоль були визнані в усьому світі, їхні книги видаються і перекладаються багатьма мовами. На початку XXI століття, завдяки таким авторам як Хуліо Ходару, Жауме Кабре, Феліу Формоза, Альберт Санчес Піньйоль тощо, каталонська література завоювала престижние становище на рівних з іншими національними літературами Європи.

## Літературні премії
У каталанських країнах існує доволі багато літературних премій, які фінансуються як державою, так і приватними інституціями (наприклад, банками). Нижче подано список основних літературних премій Каталонії:
- Jocs Florals de Barcelona
- Jocs Florals de Calella
- La Catalana de Lletres
- Premi Carlemany
- Premi Carles Riba de Poesia
- Premis Castellitx
- Premi de la Crítica Serra d'Or - премія часопису культури Serra d'Or
- Premi de Poesia Joan Perucho
- Premi de Poesia Sant Cugat
- Premi d'Honor de les Lletres Catalanes, вважається найпрестижнішою літературною премією Каталонії.
- Premis literaris de Tortosa
- Premi Joanot Martorell
- Premi Josep Pla
- Premi Ramon Llull
- Premi Ramon Muntaner
- Premi Creu de Sant Jordi

## Українські переклади
Незважаючи на певну екзотичність каталанської літератури для України, українські перекладачі ще з початку 80-х років минулого століття активно перекладають з каталанської.
Перекладами з каталонської поезії займався видатний український перекладач Ігор Качуровський. З каталанської на українську також перекладали Анатоль Перепадя, Михайло Литвинець, Олександр Буценко, Володимир Крамар, Віктор Шовкун Маргарита Жердинівська, Сава Голованівський, Іван Драч, Микола Бажан, Віталій Коротич, Леонід Первомайський і Мойсей Фішбейн та інші.
Андрій Антоновський організовує творчі вечори каталанських письменників в Україні. Він перекладає з каталанської переважно лірику, а також займається перекладами з української на каталанську (напр. твори Юрія Андруховича, Леся Подерев'янського). Так само поетичними перекладами з каталанської на українську й з української на каталанську займається Каталіна Джірона. З каталонської на українську  Антоновський та Джірона переклали твори таких сучасних каталонських поетів як: Естер Шарґай, Енрік Казасес, Бланка Люм Відаль та Карлес Ак Мор, Тоні Клапес, Монтсеррат Абельо, Понс Понс, Блай Бонет, Анна Аґілар Амат, Нурія Мартінес Верніс, Франсеск Джелонк, Бенет Росель та інших.
Іларія Шевченко перекладає каталонську прозу й публікує переважно у львівському видавництві «Кальварія».